# Лагодюк Петро Захарович
Лагодюк Петро Захарович (8 червня 1924, м. Берестечко Горохівського району, Волинської обл. — 17 лютого 1994, м. Львів) — український вчений, доктор біологічних наук, професор, академік УААН, Заслужений діяч науки і техніки України.

## Життєпис
Народився 8 червня 1924 р. в м. Берестечко Горохівського району, Волинської обл.
У 1939 р. — закінчив середню школу.
З 1944 до 1947 рр.  — служба в Радянській Армії. Воював у складі 1-го і 2-го Прибалтійских фронтів.
З 1947 до 1952 рр. — студент Львівського зооветеринарного інституту.
З 1952 до 1959 рр. — працює на виробництві у Чернівецькій області, ветеринарним лікарем ветвідділу, викладачем і директором Петричанської зооветшколи, лікарем-епізоотологом Чернівецького обласного управління сільського господарства.
З 1959 до 1961 рр. — аспірант відділу біохімії сільськогосподарських тварин НДІ землеробства і тваринництва західних районів УРСР.
З 1962 до 1968 рр. — старший науковий співробітник лабораторії
фізіології лактації НДІ фізіології і біохімії сільськогосподарських тварин.
У 1963 р. — захистив кандидатську дисертацію.
З 1969 до 1972 рр. — заступник директора з наукової роботи Українського НДІ фізіології і біохімії сільськогосподарських тварин.
З 1972 до 1993 рр. — директор Українського НДІ фізіології і біохімії сільськогосподарських тварин.
З 1973 до 1994 рр. — завідувач лабораторії білків і амінокислот Українського НДІ фізіології і біохімії сільськогосподарських тварин.

## Наукова діяльність
У 1975 р. — захистив докторську дисертацію.
У 1982 р. — присвоєно звання професора.
У 1984 р. — присвоєно почесне звання Заслуженого діяча науки і техніки України.
У 1992 р. — обраний дійсним членом УААН.
Академік Лагодюк П. З. є автором і співавтором 420 наукових праць, 5 книг, 15 науково-методичних і практичних рекомендацій, 10 авторських свідоцтв.

## Наукові зацікавлення
Академік Лагодюк Петро Захарович був провідним вченим у галузі фізіології лактації тварин. Він зробив вагомий внесок у дослідження фракційного складу та антигенних властивостей розчинних білків тканин молочної залози телиць, нетелей і корів за лактації, ялових і тільних, порівняв їх імунохімічні властивості з білками молока і сироватки крові, досліджував амінокислотний і пептидний склад альбумінів тканин молочної залози та сироватки крові телиць, нетелей і корів, з'ясував роль епітелію альвеол, вивідних протоків і молочних ходів у процесах утворення білків сироватки молока, вивчив роль низки гормонів у регуляції процесів молокоутворення, зокрема у регуляції біосинтезу білків сироватки молока і крові.
Отримані Петром Захаровичем Лагодюком результати послугували теоретичним підґрунтям для продовження та поглиблення наукових досліджень його учнями. Під його керівництвом виконані роботи, які стосувалися вивчення імунохімічної спільності білків сироватки крові, тканин молочної залози, молозива і молока у різних видів тварин, особливостей ультраструктури секреторного епітелію вимені, методів штучного виклику (індукції) лактації у телиць і корів. Заслуговують уваги його праці, присвячені вивченню амінокислотного живлення тварин, з'ясуванню можливості поповнення певного дефіциту сірковмісних амінокислот мінеральною сіркою. Розроблено практичні рекомендації з питань ефективного використання кормового концентрату лізину і сульфату натрію в годівлі свиней та птиці.
Результати досліджень, виконаних під керівництвом Петра Захаровича, висвітлювались у найавторитетніших журналах біохімічного та сільськогосподарського профілю.
Петро Захарович Лагодюк був активним у громадському житті. Він очолював Львівський біотехнологічний центр, був депутатом Львівської обласної ради, заступником голови правління Львівської обласної організації товариства «Знання», членом сільськогосподарської секції з державних премій Комітету з науки і техніки при Раді Міністрів УРСР, членом Центральної ради Українського біохімічного товариства, членом Ради фізіологічного товариства України та Всесоюзного біохімічного і фізіологічного товариства.
17 лютого 1994 р. його земне життя несподівано для всіх обірвалося.
Академік Лагодюк Петро Захарович похований у Львові на Личаківському цвинтарі.